# Xinjian (socken)
Xinjian (kinesiska: 新建, 新建乡) är en socken i Kina. Den ligger i provinsen Hunan, i den södra delen av landet, omkring 160 kilometer norr om provinshuvudstaden Changsha.
Genomsnittlig årsnederbörd är 1 693 millimeter. Den regnigaste månaden är maj, med i genomsnitt 281 mm nederbörd, och den torraste är december, med 34 mm nederbörd.